# Landelles
Landelles är en kommun i departementet Eure-et-Loir i regionen Centre-Val de Loire strax norr om centrala Frankrike. Kommunen ligger i kantonen Courville-sur-Eure som tillhör arrondissementet Chartres. År 2022 hade Landelles 631 invånare.

## Befolkningsutveckling
Antalet invånare i kommunen Landelles
Referens:INSEE